# Associazione Calcio Entella 1960-1961
Questa voce raccoglie le informazioni riguardanti l'Associazione Calcio Entella nelle competizioni ufficiali della stagione 1960-1961.

## Divise
| 1ª divisa | 2ª divisa |

## Rosa
| N. |                   | Ruolo | Calciatore           |
| -- | ----------------- | ----- | -------------------- |
|    | Italia (bandiera) | C     | Francesco Barbarossa |
|    | Italia (bandiera) | C     | Berretta             |
|    | Italia (bandiera) | D     | Emanuele Canepa      |
|    | Italia (bandiera) | A     | Giuseppe Carletti    |
|    | Italia (bandiera) | D     | Antonio Cavina       |
|    | Italia (bandiera) | D     | Roberto Corradi      |
|    | Italia (bandiera) | C     | Natalino De Rossi    |
|    | Italia (bandiera) | A     | Giacomo Forno        |
|    | Italia (bandiera) | P     | Franco Mencacci      |
|    | Italia (bandiera) | C     | Ermes Nadalin        |
|    | Italia (bandiera) | A     | Basilio Parodi       |

| N. |                   | Ruolo | Calciatore           |
| -- | ----------------- | ----- | -------------------- |
|    | Italia (bandiera) | C     | Giorgio Piazza       |
|    | Italia (bandiera) | D     | Giuseppe Piazza      |
|    | Italia (bandiera) | C     | Mario Pieri          |
|    | Italia (bandiera) | C     | Repetti              |
|    | Italia (bandiera) | P     | Ferdinando Righetti  |
|    | Italia (bandiera) | D     | Giovanni Rolando     |
|    | Italia (bandiera) | C     | Giancarlo Sanguineti |
|    | Italia (bandiera) | A     | Giuseppe Sanguineti  |
|    | Italia (bandiera) | D     | Torriani             |
|    | Italia (bandiera) | D     | Luigi Visani         |